# تشاز ويذرسبون
تشاز ويذرسبون (بالإنجليزية: Chazz Witherspoon)‏ مواليد 16 سبتمبر 1981 في فيلادلفيا، هو ملاكم أمريكي يصنف ضمن فئة الوزن الثقيل.

## إحصائيات
خاض خلال مسيرته 33 نزالا، فاز في 30 وخسر في 3. فاز بالضربة القاضية في 22 نزالا.

## روابط خارجية
- تشاز ويذرسبون على موقع بوكس ريك (الإنجليزية) (registration required)